# Aeroporto di Bajan-Ôlgij
L'Aeroporto di Ôlgij (IATA: ULG, ICAO: ZMUL), è un aeroporto mongolo situato a circa 6 km a Nord-Ovest dalla cittadina di Ôlgij, capoluogo della Provincia del Bajan-Ôlgij.
La struttura, posta all'altitudine di 1 459 m / 4 787 ft sul livello del mare, è dotata di un piccolo terminal, una torre di controllo e di una pista con fondo in calcestruzzo, lunga 2 400 m e larga 60 m (7 874 x 197 ft) ed orientamento 13/31.
L'aeroporto, gestito dall'autorità dell'aviazione civile della Mongolia, benché a disposizione delle autorità militari è normalmente aperto al traffico commerciale.